# Heliconius pluto
Heliconius pluto är en fjärilsart som beskrevs av Otto Staudinger 1896. Heliconius pluto ingår i släktet Heliconius och familjen praktfjärilar. Inga underarter finns listade i Catalogue of Life.